# 上圯乡
上圯乡是江西省泰和县下辖的一个乡，位于泰和县东南部山区，全乡面积90.3平方公里，人口8千余人。大型水库老营盘水库位于境内。

## 交通地理
上圯乡位于泰和县东南部山区，319国道和京九铁路穿境而过，距县城40公里，距井冈山机场47公里。全境主要为中、高丘陵地形，云亭河（缯水）自东南向西北纵贯中部，在境内建有大（二）型水库老营盘水库。林木资源丰富，盛产竹木、油茶。

## 沿革
上圯乡辖境1950年为回龙、上圯、西岗等乡，1956年合并为回龙乡，1958年小庄乡并入、合设回龙人民公社，1968年更名为老营盘人民公社。1984年老营盘公社撤消，分设老营盘乡（现老营盘镇）和上圯乡。

## 行政区划
上圯乡现辖7个村委会：北坑村、石田村、上圮村、芫头村、西岗村、回龙村、沔口村。